# Goodridge (Minnesota)
Goodridge es una ciudad ubicada en el condado de Pennington en el estado estadounidense de Minnesota. En el Censo de 2010 tenía una población de 132 habitantes y una densidad poblacional de 269,66 personas por km².

## Geografía
Goodridge se encuentra ubicada en las coordenadas 48°8′39″N 95°48′14″O / 48.14417, -95.80389. Según la Oficina del Censo de los Estados Unidos, Goodridge tiene una superficie total de 0.49 km², de la cual 0.49 km² corresponden a tierra firme y (0%) 0 km² es agua.

## Demografía
Según el censo de 2010, había 132 personas residiendo en Goodridge. La densidad de población era de 269,66 hab./km². De los 132 habitantes, Goodridge estaba compuesto por el 96.97% blancos, el 0.76% eran afroamericanos, el 0.76% eran amerindios, el 0% eran asiáticos, el 0% eran isleños del Pacífico, el 1.52% eran de otras razas y el 0% pertenecían a dos o más razas. Del total de la población el 4.55% eran hispanos o latinos de cualquier raza.